# چارلز ورنام
چارلز ورنام (انگلیسی: Charles Vernam؛ زادهٔ ۸ اکتبر ۱۹۹۶) بازیکن فوتبال است.
از باشگاه‌هایی که در آن بازی کرده‌است می‌توان به باشگاه فوتبال برادفورد سیتی، باشگاه فوتبال گریمزبی تاون، و باشگاه فوتبال برتون آلبیون اشاره کرد.